# كونور غارلاند
كونور غارلاند (بالإنجليزية: Conor Garland)‏ هو لاعب هوكي الجليد أمريكي، ولد في 11 مارس 1996 في Scituate, Massachusetts ‏ في الولايات المتحدة.

## وصلات خارجية
- كونور غارلاند على موقع دوري الهوكي الوطني (الإنجليزية)
- كونور غارلاند على موقع EliteProspects.com (الإنجليزية)
- كونور غارلاند على موقع HockeyDB.com (الإنجليزية)
- كونور غارلاند على موقع Hockey-Reference.com (الإنجليزية)